# Titaea tamerlan
Titaea tamerlan är en fjärilsart som beskrevs av J. Peter Maassen 1869. Titaea tamerlan ingår i släktet Titaea och familjen påfågelsspinnare. Inga underarter finns listade i Catalogue of Life.